# Aldine (Texas)
Pour les articles homonymes, voir Aldine.
Aldine  est une census-designated place située dans le comté de Harris au Texas, au nord de Houston.

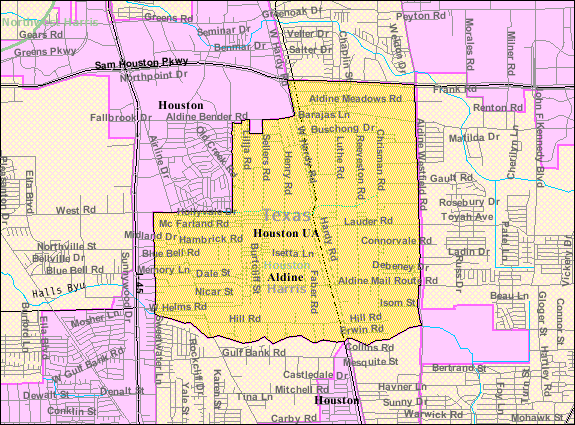
Carte d'Aldine

La population était de 15 869 habitants en 2010.